# Samira Bawumia
Samira Bawumia (sinh ngày 20 tháng 8 năm 1980)  là một chính trị gia Ghana và Đệ nhất phu nhân của Cộng hòa Ghana. Cô kết hôn với Phó Tổng thống Ghana, Mahamudu Bawumia.

## Giáo dục
Samira bắt đầu giáo dục sớm tại Trường Hồi giáo Answarudeen  tại Fadama ở Accra, trước khi tiếp tục đến Trường Quốc tế Akosombo (AIS) và sau đó đến Trường Trung học Nữ sinh Mfantsiman tại Saltpond ở Vùng Trung tâm.
Tại Đại học Khoa học và Công nghệ Kwame Nkrumah (KNUST), cô đã học BA Khoa học Xã hội về Luật và Xã hội học và Công nghệ. Tại Học viện Quản lý và Quan hệ công chúng Ghana (GIMPA) , cô được xét xử là Sinh viên giỏi nhất về Thạc sĩ Quản trị Kinh doanh (MBA).
Cô là một người thông thạo nhiều ngôn ngữ ở Ewe, Ga, Twi, Fanti và Mamprusi 

## Sự công nhận
Cô Bawumia gần đây đã trở thành Đại sứ cho Liên minh toàn cầu về bếp sạch và tham gia với cựu Tổng thư ký LHQ Kofi Annan, diễn viên đoạt giải Oscar Julia Roberts, và nhạc sĩ được đề cử Grammy Rocky Dawuni để làm việc với Liên minh và các đối tác của mình để nâng cao nhận thức ô nhiễm không khí gia đình và khuyến khích áp dụng rộng rãi hơn các giải pháp nấu ăn sạch ở các nước đang phát triển nhằm tạo ra môi trường sạch hơn và loại bỏ các trường hợp tử vong do ô nhiễm do đốt nhiên liệu rắn để nấu ăn.

## Sáng kiến nhân đạo
Samira là người sáng lập và Giám đốc điều hành của Samira Empowerment & Humanitarian Project (SEHP), được mô tả là một tổ chức phi lợi nhuận được thành lập với mục đích trao quyền cho những người nghèo ở Ghana thông qua các dự án can thiệp xã hội đa dạng để cải thiện cuộc sống.